# Ramon Boqueras i Puig

## Biografia
Ramón Boqueras i Puig (Montbrió del Camp, 16 de juliol de 1865 - La Selva del Camp, abril 1936) fou compositor i organista d'origen català de finals del segle XIX i primera meitat del segle xx. Era fill de Joan Boqueras i Munté, pagès de professió, i de Maria Puig i Blay. Va ser organista de l'església de L'Espluga Calba l'any 1903, i l'any 1919, amb 37 anys, es presentà a oposicions per ser mestre de capella de la catedral de Tarragona, encara que no va aconseguir la plaça.
La seva obra conté música orquestral, vocal i per a orgue. El testimoni compositiu de la seva participació en les oposicions per a la catedral de Tarragona es conserva al fons musical d'aquesta catedral (TarC), i consta d'un Ofertori incomplet i un Salm.